# Ceresium larvatum
Ceresium larvatum är en skalbaggsart som beskrevs av Francis Polkinghorne Pascoe 1869. Ceresium larvatum ingår i släktet Ceresium och familjen långhorningar. Inga underarter finns listade i Catalogue of Life.